# Čankov
Čankov (německy Schankau) je místní část Karlových Varů a nachází se šest kilometrů severně od historického centra města.

## Historie
V dávné minulosti kolem Čankova vedla zemská stezka vedená od Chebu k Radanovu brodu (Radošov) a dále na Prahu. V 19. století zde probíhala drobná povrchová těžba hnědého uhlí (pokusné šachty) a kaolínu. Následky jsou dodnes rozeznatelné v podobě malých jezírek obklopených náletovými porosty. Jsou rozeseta na východ od Čankova.

## Obyvatelstvo
Při sčítání lidu v roce 1921 ve vsi žilo 287 obyvatel (z toho 134 mužů), z nichž bylo 286 Němců a jeden cizinec. Kromě čtyř evangelíků se hlásili k římskokatolické církvi. Podle sčítání lidu z roku 1930 měla vesnice 308 obyvatel: 305 Němců a tři cizince. Většinou byli římskými katolíky, ale deset lidí bylo bez vyznání.

## Těžba
Okolí města je známé nálezy hnědého uhlí, ale kvůli nevalné kvalitě a složitým geologickým poměrům jsou zásoby odepsány už od osmdesátých let 20. století. Velký vliv na odpis zásob má ochranné pásmo lázeňských pramenů. V současnosti se těží kaolin asi jeden kilometr severovýchodně od vesnice v povrchovém lomu Otovice Katzenholz. Obcí neprotéká žádný potok ani řeka, okolní krajina je hojně zemědělsky využívána.